# 施瓦岑布鲁克
施瓦岑布鲁克是德国巴伐利亚州的一个市镇。总面积22.25平方公里，总人口8397人，其中男性4136人，女性4261人（2011年12月31日），人口密度377人/平方公里。